# لینت موتوکوتو
لینت موتوکوتو (انگلیسی: Lynett Mutokuto؛ زادهٔ ۱ سپتامبر ۱۹۸۸) یک بازیکن فوتبال اهل زیمبابوه است. وی بازیکن تیم ملی فوتبال بانوان زیمبابوه و نماینده این کشور در بازی‌های المپیک تابستانی ۲۰۱۶ بود.